# Traudel Rübsamen
Traudel Maria Weustenfeld (* 17. November 1954 in Mülheim an der Ruhr, gebürtig Traudel Maria Rübsamen, später Traudel Maria Rübsamen-Weustenfeld) ist eine deutsche Botanikerin. Der Schwerpunkt ihrer Arbeit bildeten mykoheterotrophe Pflanzen, zu denen sie mehrere Standardwerke verfasste.

## Leben
Im Juni 1974 legte sie ihr Abitur ab, nahm im September des Jahres ihr Studium der Biologie an der Ruhr-Universität Bochum auf und diplomierte im August 1980. Im Januar 1981 begann sie die Arbeit an ihrer Dissertation, die sie 1985 bzw. mit deren Veröffentlichung 1986 erfolgreich abschloss. Nach ihrer Eheschließung 1985 veröffentlichte sie seit 1991 unter dem Namen Rübsamen-Weustenfeld und seit 1998 als Traudel Weustenfeld. Danach zog sie sich aus der Botanik zurück und begann als Ernährungsberaterin und Heilpraktikerin zu arbeiten.

## Leistungen
Rübsamen verfasste 1982 als Ko-Autorin eine Arbeit über die Gefässpflanzenflora von Teneriffa. Im selben Jahr begann sie auch ihre Mitarbeit im Team von Paul J. M. Maas und seiner Frau Hiltje Maas-van de Kamer, die 1986 in der Ko-Autorschaft zweier Monografien über die Triuridaceae bzw. Burmanniaceae mündete.
Im selben Jahr erschien auch ihre Dissertation „Morphologische, embryologische und systematische Untersuchungen an Burmanniaceae und Corsiaceae (Mit Ausblick auf die Orchidaceae-Apostasioideae)“. Sie eröffnete eine Reihe identischer Untersuchungen an anderen Familien mykoheterotropher Pflanzen. 1991 folgte in ihr die Arbeit „Morphologische, embryologische und systematische Untersuchungen an Triuridaceae“, 1994 „Zur Embryologie, Morphologie und systematischen Stellung von Geosiris aphylla Baillon (Monocotyledoneae-Geosiridaceae/ Iridaceae)“, all diese Arbeiten sind Standardwerke.
Als ihre letzte Veröffentlichung erschien 1998 gemeinsam mit Hiltje Maas-van de Kamer eine Revision der Triuridaceae in Band 3 von „The Families and Genera of Vascular Plants“.

## Werke
- U. Hamann, K. Kaplan & T. Rübsamen: Über die Samenschalenstruktur der Hydatellaceae (Monocotyledoneae) und die systematische Stellung von Hydatella filamentosa, in: Bot. Jahrb. Syst. 100 (4): 555-563, 1979
- Dankwart Ludwig, Wilfried Bennert, Christiane Overkott, Traudel Rübsamen: Die Gefässpflanzenflora der Insel Teneriffa, Bochum, 1982
- T. Rübsamen: Nectaries of the Burmanniaceae (Burmannieae), in: Acta Bot. Neerl. 32 (4): 351, 1983
- P. J. M. Maas, T. Rübsamen: Triuridaceae, Flora Neotropica, Monogr. 40:1-55, 1986
- P. J. M. Maas, H. Maas-van de Kamer, J. van Bentham, H. C. M. Snelders, T. Rübsamen: Burmanniaceae, Flora Neotropica, Monogr. 42:1-189, 1986
- T. Rübsamen: Morphologische, embryologische und systematische Untersuchungen an Burmanniaceae und Corsiaceae (Mit Ausblick auf die Orchidaceae-Apostasioideae), 1986, ISBN 3-443-64004-4
- T. Rübsamen-Weustenfeld: Morphologische, embryologische und systematische Untersuchungen an Triuridaceae, 1991, ISBN 3-510-48011-2
- T. Rübsamen-Weustenfeld, V. Mukielka & U. Hamann: Zur Embryologie, Morphologie und systematischen Stellung von Geosiris aphylla Baillon (Monocotyledoneae-Geosiridaceae/ Iridaceae), in: Bot. Jahrb. Syst. 115: 475-545, 1994
- H. Maas-van de Kamer, Traudel Weustenfeld: Triuridaceae, in: Klaus Kubitzki (Hrsg.): The Families and Genera of Vascular Plants, Vol. 3, 1998, Berlin, ISBN 3-540-64060-6